# Коробкино (Конишевський район)
Коробкино (рос. Коробкино) — село в Конишевському районі Курської області Російської Федерації.
Населення становить 68 осіб. Входить до складу муніципального утворення Платавська сільрада.

## Історія
Населений пункт розташований на території українського етнічного та культурного краю Східна Слобожанщина.
Від 2004 року входить до складу муніципального утворення Платавська сільрада.

## Населення
| 2002 | 2010 |
| ---- | ---- |
| 106  | ↘68  |